# Dialga et Palkia
Dialga (ディアルガ, Diaruga, dans les versions originales en japonais) et Palkia (パルキア, Parukia) sont deux espèces de Pokémon. Ils constituent un duo de Pokémon légendaires aussi appelé le duo de la création. Ce sont des Pokémon auquel est parfois associé Giratina et Arceus .
Issus de la célèbre franchise de médias créée par Satoshi Tajiri, ils apparaissent dans une collection de jeux vidéo et de cartes, dans une série d'animation, plusieurs films, et d'autres produits dérivés. Ils apparaissent pour la première fois dans les jeux vidéo Pokémon Diamant et Perle, sortis en 2006 au Japon, jeux dont ils sont les mascottes. Ils sont respectivement de types acier/dragon et eau/dragon et occupent les 483e et 484e emplacements du Pokédex, une encyclopédie fictive recensant l'ensemble des Pokémon.

## Création

### Étymologie
Dialga et Palkia étant les mascottes des versions Diamant et Perle, leur nom est issu de la transcription en japonais des termes anglais « diamond » ダイヤモンド (Daiyamondo)  « pearl » パール (Pāru). Comme la majorité des autres Pokémon légendaires depuis la deuxième génération, leur nom japonais sera repris tel quel en Occident.

## Description
Dans la diégèse de Pokémon, Dialga et Palkia sont nés d'un œuf créé par Arceus, le dieu créateur Pokémon ; Dialga a créé le temps et Palkia l'espace.

### Dialga
Dialga est un quadrupède et de couleur bleu foncé avec des excroissances grises acier. Il possède d'ailleurs une attaque-signature, c'est-à-dire une attaque que lui seul apprend : Hurle-Temps. Il maîtrise le flot du temps et peut voyager librement dans le passé et l'avenir ; on dit aussi que le temps s'écoule au gré des battements de son cœur.

### Palkia
Palkia est une créature bipède, ailée et de couleur grise et mauve dans Pokémon Battle Revolution, tandis que dans Diamant et Perle il porte plusieurs nuances de rose plus ou moins foncées. Il est le maître de l'espace et peut distordre celui-ci à sa guise. L'espace est régulé par le souffle de ce pokémon. Son attaque-signature est Spatio-Rift.

## Apparitions

### Jeux vidéo
Dialga et Palkia apparaissent dans série de jeux vidéo Pokémon. D'abord en japonais, puis traduits en plusieurs autres langues, ces jeux ont été vendus à plus de 200 millions d'exemplaires à travers le monde.
Dialga et Palkia sont au centre de l'intrigue des jeux Pokémon Diamant et Perle.Ils apparaissent également dans Pokémon Platine sur les colonnes lances.(Le joueur pourra les capturer en y revenant.) Ils sont recherchés par la Team Galaxie, une organisation criminelle qui veut s'emparer d'eux pour créer une nouvelle galaxie. Ils ne peuvent être capturés par le joueur que dans la version à laquelle ils sont attachés : ils se trouvent aux Colonnes Lances après avoir libéré les trois esprits.
Ils apparaissent également dans le jeu Super Smash Bros. Brawl, sur l'arène Colonnes Lances, qu'ils modifient aléatoirement, ainsi qu'en tant que trophées.

### Série télévisée et films
La série télévisée Pokémon ainsi que les films sont des aventures séparées de la plupart des autres versions de Pokémon et mettent en scène Sacha en tant que personnage principal. Sacha et ses compagnons voyagent à travers le monde Pokémon en combattant d'autres dresseurs Pokémon.

## Réception
Afin de promouvoir Pokémon Diamant et Perle, une Nintendo DS Lite est sortie en 2007. De couleur noire et blanche, elle comporte sur le clapet le dessin de Dialga et de Palkia